# Talpinae
Talpinae är en underfamilj i familjen mullvadsdjur, som består av omkring 30 arter fördelade på fem släktgrupper (tribus):
- Talpini omfattar cirka 25 arter som lever i Eurasien. Den mest kända arten är mullvaden.
- Scaptonychini består av en enda art som lever i östra Asien.
- Urotrichini bildas av två arter som är endemiska på Japan.
- Neurotrichini består av en enda art som lever i Nordamerika vid Stilla havets kustlinje.
- Desmanini (myskmöss) omfattar två arter som mer än andra mullvadsdjur är anpassade till livet i vattnet.

Med undantag av den nordamerikanska arten Neurotrichus gibbsii lever alla medlemmar i gamla världen. Angående levnadssättet finns stora variationer. Några lever ovanpå marken och andra har en underjordisk levnadssätt.
Att dessa släktgrupper bildar en monofyletisk grupp fastställdes med molekylärgenetiska undersökningar. Tidigare antogs på grund av morfologiska likheter att några medlemmar är närmare släkt med arterna i underfamiljen Scalopinae. Troligtvis uppkom dessa överensstämmelser i kroppsbyggnaden på grund av konvergent evolution.